# Asaphinoides madreporicus
Asaphinoides madreporicus is een tweekleppigensoort uit de familie van de Veneridae. De wetenschappelijke naam van de soort is voor het eerst geldig gepubliceerd in 1895 door Jousseaume.